# Gastrotheca helenae
Gastrotheca helenae (tên tiếng Anh: Rana Marsupial Del Tama) là một loài ếch trong họ Hemiphractidae.
Nó được tìm thấy ở Colombia và Venezuela.
Môi trường sống tự nhiên của nó là các khu rừng vùng núi ẩm nhiệt đới hoặc cận nhiệt đới, vùng cây bụi nhiệt đới hoặc cận nhiệt đới vùng đất cao, và các khu rừng trước đây bị suy thoái nặng nề.